# Phim độc lập
Phim độc lập (tiếng Anh: independent film, independent movie, indie film hoặc indie movie) là một phim dài sản xuất bên ngoài hệ thống hãng phim lớn, thay vào đó là sản xuất và phân phối bởi các cơ quan giải trí độc lập. Phim độc lập đôi khi có thể phân biệt bởi nội dung và phong cách của phim và theo cách nhìn nghệ thuật cá nhân của nhà làm phim. Dù không phải luôn luôn nhưng thông thường phim độc lập được thực hiện với kinh phí thấp hơn đáng kể so với các hãng phim lớn.